# Julie bleibt still
Julie bleibt still (Originaltitel: Julie zwijgt, internationaler Titel: Julie Keeps Quiet) ist ein belgisch-schwedisches Filmdrama von Leonardo Van Dijl. In der Titelrolle spielt die Nachwuchsschauspielerin Tessa Van den Broeck eine junge Tennisspielerin, deren Trainer sich eines Tages für seine ungewöhnlichen Trainingsmethoden rechtfertigen muss. Der Film ist Van Dijls Spielfilmdebüt und feierte im Mai 2024 bei den Internationalen Filmfestspielen in Cannes seine Premiere, wo der Regisseur für die Caméra d’Or nominiert war. Im April 2025 kam der Film in die deutschen Kinos. Julie bleibt still wurde von Belgien als Beitrag für die Oscarverleihung 2025 als bester Internationaler Film eingereicht.

## Handlung
Julie spielt Tennis an einer belgischen Tennisakademie. Als die vielversprechende Nachwuchsprofispielerin Aline eines Tages Suizid begeht, wirft man ihrem Trainer Jérémy seine ungewöhnlichen Trainingsmethoden vor. Er wird suspendiert und durch einen neuen Trainer ersetzt. Julie beschließt, zu dem Thema zu schweigen, als sie zu den Vorfällen befragt wird, und konzentriert sich lieber auf ihren Sport. Sie trainiert einfach weiter und will es unbedingt in die „Junior Pro“ des belgischen Tennisverbands BTF schaffen.

## Produktion

### Regie und Drehbuch
Regie führte Leonardo Van Dijl. Der Film ist sein Spielfilmdebüt. Bereits in seinem Kurzfilm Stephanie beschäftigte sich der Belgier mit einem jugendsportlichen Thema und tauchte in die Welt des Turnens ein. Stephanie feierte im September 2020 beim Toronto International Film Festival seine Premiere und wurde hiernach bei einer Vielzahl von weiteren Filmfestivals gezeigt. Gemeinsam mit Ruth Becquart schrieb Van Dijl auch das Drehbuch für Julie bleibt still.

### Besetzung, Synchronisation und Dreharbeiten
Tessa Van den Broeck spielt in der Titelrolle Julie. Es handelt sich um ihre erste Filmrolle. Sie spielt auch im wirklichen Leben Tennis. Van den Broecks Tennisclub war ebenfalls an der Produktion beteiligt und mehrere ihrer Freunde spielen auch im Film mit. Laurent Caron spielt Julies suspendierten Trainer Jérémy und Pierre Gervais ihren neuen Trainer. Claire Bodson spielt Sofie, die die Akademie leitet. In weiteren Rollen sind Koen De Bouw als Tom und Drehbuchautorin Becquart als Julies Mutter Liesbeth zu sehen.
Die deutsche Synchronisation entstand nach einem Dialogbuch und der Dialogregie von Dirk Talaga im Auftrag der 19 Synchron GmbH in Berlin.
| Darsteller           | Synchronsprecher    | Rolle           |
| -------------------- | ------------------- | --------------- |
| Tessa Van den Broeck | Hedda Erlebach      | Julie           |
| Tamara Tricot        | Emily Hinze         | Aline           |
| Pierre Gervais       | David Brizzi        | Backie          |
| Alyssa Lorette       | Joone Dankou        | Ines            |
| Laurent Caron        | Dirk Talaga         | Jeremy          |
| Juliette De Hous     | Aurélie Caputo      | Juliette        |
| Grace Biot           | Emilia Raschewski   | Laure           |
| Ruth Becquart        | Antje Thiele        | Liesbeth        |
| Noah de Maar         | Simon Kunze         | Luca            |
| Noah Lecloux         | Jaron Müller-Schuch | Noah            |
| Stefan Gota          | Manuel Elsherif     | Physiotherapeut |
| Cil Neirinckx        | Samuel Kellner      | Rens            |
| Claire Bodson        | Aline Staskowiak    | Sophie          |
| Koen de Bouw         | Patrick Giese       | Tom             |
| Tommy Buyl           | Louiz El-Hosri      | Tommy           |

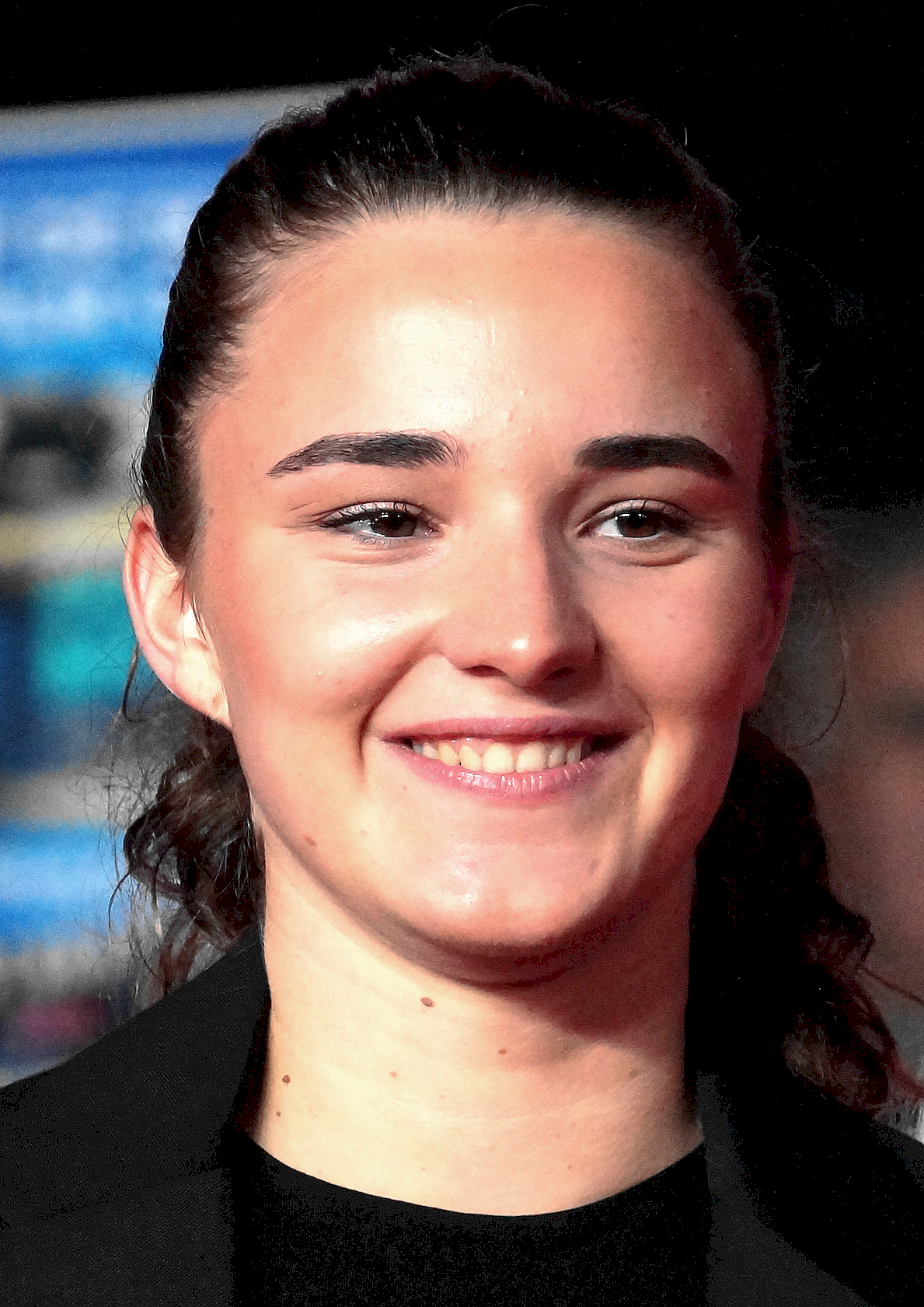
Tessa Van den Broeck spielt in der Titelrolle Julie

Als Kameramann fungierte der Belgier Nicolas Karakatsanis, der zuletzt für Filme wie I, Tonya und Dumb Money – Schnelles Geld von Craig Gillespie und Die Tanzenden von Mélanie Laurent tätig war.

### Filmmusik und Veröffentlichung
Die Filmmusik komponierte die US-amerikanische Pulitzer-Preisträgerin Caroline Shaw.
Die Premiere des Films erfolgte am 18. Mai 2024 bei den Internationalen Filmfestspielen in Cannes, wo er in der Semaine de la critique gezeigt wurde. Ende Juni, Anfang Juli 2024 wurde er beim Karlovy Vary International Film Festival gezeigt. Im August 2024 wurde er beim Melbourne International Film Festival vorgestellt, im September 2024 beim Toronto International Film Festival und beim Vancouver International Film Festival und im Oktober 2024 beim Filmfest Hamburg, beim Hamptons International Film Festival und beim London Film Festival. Im November 2024 wurde er beim Cork International Film Festival, beim Arras Film Festival und beim Wiesbadener Exground Filmfest gezeigt. Im Januar 2025 wird Julie bleibt still beim Palm Springs International Film Festival vorgestellt. Am 28. März 2025 kam der Film in ausgewählte US-Kinos. Der Kinostart in Deutschland war am 24. April 2025. Den internationalen Vertrieb übernahm, wie bereits bei Stephanie, New Europe Film Sale.

## Rezeption

### Kritiken
Von den bei Rotten Tomatoes aufgeführten Kritiken sind 91 Prozent positiv.
Roger Moore schreibt in seiner Kritik, Julie bleibt still sei ein kluges, spannungsgeladenes und vor allem sehr „ruhiges“ Drama über eine Tragödie, ein mögliches Verbrechen und wie eine Tennisspielerin damit umgeht. Der Film veranschauliche die Kurzsichtigkeit, die es braucht, um Profisportler zu werden. Julie sei zwar jung, naiv und leicht zu beeinflussen, doch sie sei nicht dumm, und daher schweige sie.

### Einsatz im Unterricht
Das Onlineportal kinofenster.de empfiehlt Julie bleibt still für die Unterrichtsfächer Gesellschaftswissenschaften, Lebenskunde, Religion, Deutsch und Französisch und bietet Materialien zum Film für den Unterricht. Dort schreibt Lisa Haußmann, Leonardo van Dijls Spielfilmdebüt sei ein zurückhaltender und packender Film über Hierarchiestrukturen und Erwachsenwerden im Leistungssport. Mit vielen Zwischentönen und einer präzisen Inszenierung  erzähle er von der Befreiung einer jungen Sportlerin aus missbräuchlichen Machtstrukturen. Fragen, die in einem Filmgespräch diskutiert werden könnten, seien warum Julie anfangs nicht über ihre Erfahrungen mit Jérémy sprechen wolle und wieso sie ihr Schweigen schließlich breche.

### Auszeichnungen
Julie bleibt still wurde von Belgien als Beitrag für die Oscarverleihung 2025 als bester Internationaler Film eingereicht. Der Film befand sich zudem in der Vorauswahl zum Europäischen Filmpreis 2024. Im Folgenden eine Auswahl von Nominierungen und Auszeichnungen.
Artios Awards 2025
- Nominierung für das Beste Casting in einem internationalen Spielfilm[24]

Cork International Film Festival 2024
- Nominierung im Wettbewerb „Spirit of the Festival“[25]

Exground Filmfest 2024
- Nominierung im Internationalen Jugendfilm-Wettbewerb[26]

Flämischer Filmpreis 2025
- Auszeichnung für die Beste Regie (Leonardo van Dijl)
- Auszeichnung für das Beste Drehbuch (Leonardo van Dijl und Ruth Becquart)
- Auszeichnung für die Beste Kamera (Nicolas Karakatsanis)
- Auszeichnung für die Besten Kostüme (Ellen Blereau)[27]

Internationale Filmfestspiele von Cannes 2024
- Nominierung in der Semaine de la critique
- Auszeichnung mit dem SACD Award (Leonardo Van Dijl und Ruth Becquart)
- Nominierung für die Caméra d’Or[9][28]

Internationales Filmfestival Thessaloniki 2024
- Nominierung als Bester Film im Wettbewerb für den Goldenen Alexander
- Auszeichnung für die Beste Regie mit dem Silbernen Alexander (Leonardo Van Dijl)
- Auszeichnung mit dem Human Values Award of the Hellenic Parliament[29][30]

Les Arcs Film Festival 2024
- Nominierung als Bester internationaler Film[31]

LUX-Filmpreis 2024
- Nominierung für den Publikumspreis[32]

Melbourne International Film Festival 2024
- Nominierung im Bright Horizons Competition[11]

Palm Springs International Film Festival 2025
- Nominierung als Bester internationaler Spielfilm[19]

World Soundtrack Awards 2024
- Nominierung als Discovery of the Year (Caroline Shaw)[33]

Zagreb Film Festival 2024
- Auszeichnung als Bester Film mit dem Golden Pram Award (Leonardo Van Dijl)[34]